# Limite pluie/neige
Dans le domaine de la météorologie, la limite pluie/neige est utilisée pour représenter deux notions : l'altitude (ou l'intervalle d'altitudes) à laquelle la pluie se transforme progressivement en neige et l'endroit géographique où les précipitations changent de la pluie à la neige dans une tempête. Dans les deux cas, cette limite est liée à l'altitude de l'isotherme zéro degré et à la température de la masse d'air au-dessus de cette isotherme.

## Domaine vertical

Type de la précipitation selon la structure thermique (bleu sous zéro degré Celsius et rouge au-dessus)

La variation de température dans l'atmosphère est influencée par le type de masse d'air. L'importance du taux des précipitations qui y tombent a également une influence sur l'altitude de la limite de la neige, car plus les flocons tombent intensément, plus la distance verticale sous l'isotherme 0 °C peut être grande. En effet, pour fondre, ces flocons doivent absorber de l'énergie et ainsi refroidissent localement la couche où ils passent.
En général on admet qu'il peut neiger 300 mètres en dessous de l'isotherme 0 °C, soit à une température en atmosphère libre comprise entre 1,5 °C et 2 °C – sachant que la décroissance standard de la température est en moyenne de 0,65 °C tous les 100 mètres. Ce taux est cependant une moyenne dont la réalité est souvent très éloignée, en particulier dans le cas des inversions de températures observées dans les zones de front chaud, dans celles de perte de chaleur par radiation nocturne ou de couche de neige près du sol et enfin dans celles entre la plaine et la montagne en hiver.
La limite pluie/neige verticale varie quotidiennement selon la masse d'air. Dans les régions tempérées, elle est en général à son altitude maximale en été (3 à 6 km) et minimale en hiver (surface à 1 km). Il est admis qu'au fur et à mesure qu'on se dirige vers le sud, la température moyenne augmente de 1 °C tous les 150 kilomètres, d'où des variations latitudinales. La moyenne annuelle a tendance à remonter depuis quelques décennies avec le réchauffement global de l'atmosphère. Même si la limite neige/pluie a tendance à s'élever, tous les massifs montagneux ne seront pas touchés identiquement par exemple, étant donné leur altitude propre et leur latitude particulière.
Cette limite verticale entre la neige et la pluie est très importante pour :
- L'aviation car on y observe du givrage important.
- Le public et le transport routier car il fera la différence entre des chutes de neige ou de pluie et même de formation de verglas. Ces différentes situations appelant une réaction très différente pour l'entretien des routes et la conduite à suivre.
- En montagne où le type de végétation varie selon cette limite.

### Couvert nival
Dans le cas des montagnes, la limite pluie/neige désignera également l'altitude où la neige demeure après une chute de neige à une saison donnée. Cette dernière est alors influencée non seulement par la chute de neige mais par la température du sol et la couverture de neige antérieure. Il y existe des observations de terrains plus ou moins simples permettant de décrire le phénomène :
1. dès que la neige tient au sol ou sur une quelconque surface ;
2. fin des dernières gouttes de pluie dans les flocons de neige (critère classiquement retenu) ;
3. autant de gouttes de pluie que de flocons de neige ;
4. premières traces de flocons dans la pluie...

## Domaine horizontal
L'atmosphère est en trois dimensions et on note une pente moyenne de la température entre l'Équateur et les Pôles comme on l'a mentionné précédemment. Les systèmes météorologiques se nourrissent de cette différence dans la circulation atmosphérique pour donner naissance aux dépressions. Dans ces dernières, la structure de température n'est pas seulement verticale mais également horizontale. Selon la saison et le type de système, l'isotherme zéro degré se retrouvera à une altitude variable aux différents endroits de la Terre affectés par la dépression.
Lorsque cette isotherme se rapproche suffisamment du sol, la pluie se change en neige. Lorsqu'on suit la trajectoire d'un tel système, on peut noter la limite géographique entre la pluie et la neige. En général, cela se produit en saison froide dans les latitudes moyennes et élevées puisque dans les tropiques, l'isotherme ne descend jamais assez bas. Encore une fois, cette limite est cruciale dans tous les domaines d'activité humaine.